# Estadio José Rafael Fello Meza Ivankovich
Estadio José Rafael "Fello" Meza Ivankovich je višenamjenski stadion u Cartagu u Kostarici.
Trenutačno ga se najviše rabi za nogometne susrete i domaće je igralište nogometnog kluba C.S. Cartaginés. 
Stadion može primiti 8.282 gledatelja, a sagrađen je 1973.
Ima reflektore, tako da se na njemu mogu igrati i noćne utakmice. Nema atletske staze. Dio tribina nije natkriven.
Ime je dobio po poznatom igraču nogometnog kluba C.S. Cartaginésa hrvatskog podrijetla, Joséu Rafaelu "Fellu" Mezi Ivankovichu.

## Vanjske poveznice
- Estádios de Costa Rica  Arhivirana inačica izvorne stranice od 25. kolovoza 2004. (Wayback Machine) Stadion imenovan u čast Ivankovichu